# Joseph Roesberg
Joseph Roesberg, auch Johann Joseph Roesberg (* 31. August 1824 in Köln; † 23. Juli 1871 ebenda) war ein deutscher Komponist, Heimatdichter und gilt als der erste bedeutende Kölner Volkssänger.

## Leben

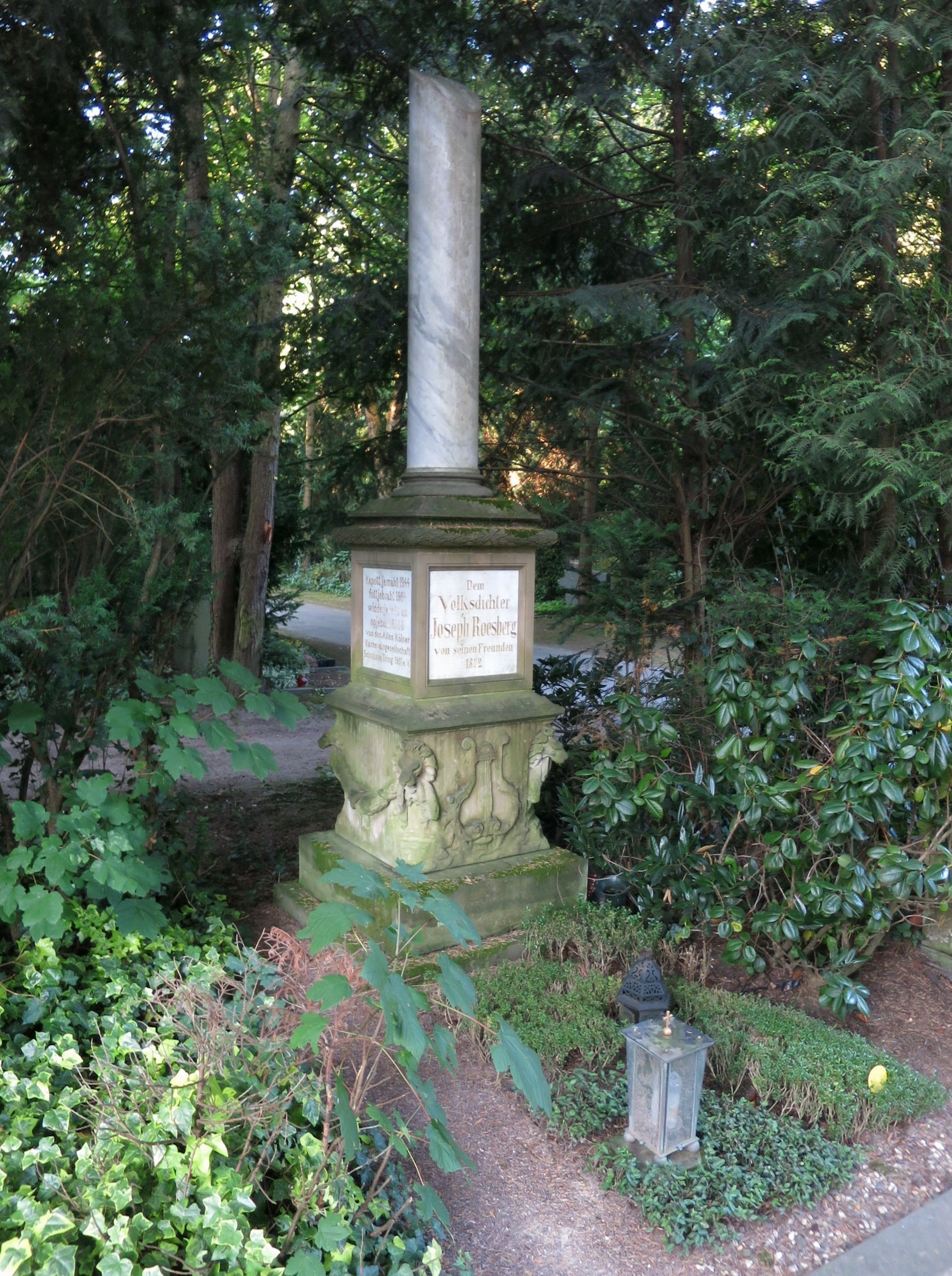
Grab auf dem Friedhof Melaten (2018)

Im Jahr 1845 übernahm Roesberg die Weinwirtschaft Em Hahnen in der Minoritenstrasse, die er 18 Jahre als Inhaber führte. Der im Karneval aktive Roesberg schrieb über 60, vorwiegend kölsche Milieulieder. Besonders in den ersten Jahren des Festordnenden Comitees schuf er einen Grundstock an identitätsstiftenden Kompositionen mit mundartlichen Texten über stadtgeschichtliche Ereignisse.
Sein Lied über eine Dienstmagd aus Ossendorf, die Schnüsse Tring, gab 1901 dem örtlichen Karnevalsverein seinen Namen. Die Lieder von Roesberg wurden unter anderem durch die Interpretation seines Freundes Johann Joseph Palm, genannt Urjels-Palm, bekannt, der als Drehorgelspieler viel zur Verbreitung der Volksweisen beigetragen hat.
Joseph Roesberg wurde auf dem Kölner Friedhof Melaten (Lit E, zwischen HWG und Lit H) begraben. Das ursprünglich von Jean Nothen gestaltete Grabmal wurde 1944 bei einem Bombenangriff stark beschädigt und 1964 abgeräumt. Die Reste des Grabsteins konnten vor der endgültigen Zerstörung gesichert werden und befanden sich die Jahre über in einem Vorgarten in der Iltisstraße in Neuehrenfeld. Im Jahr 2000 wurde das Grabmal in Melaten – auf Grundlage einer historischen Entwurfszeichnung und mit den noch vorhandenen Bestandteilen – auf Betreiben der Alten Kölner Karnevalsgesellschaft Schnüsse Tring 1901 e.V. rekonstruiert, die auch die Grabpflege übernommen hat.

## Ehrung

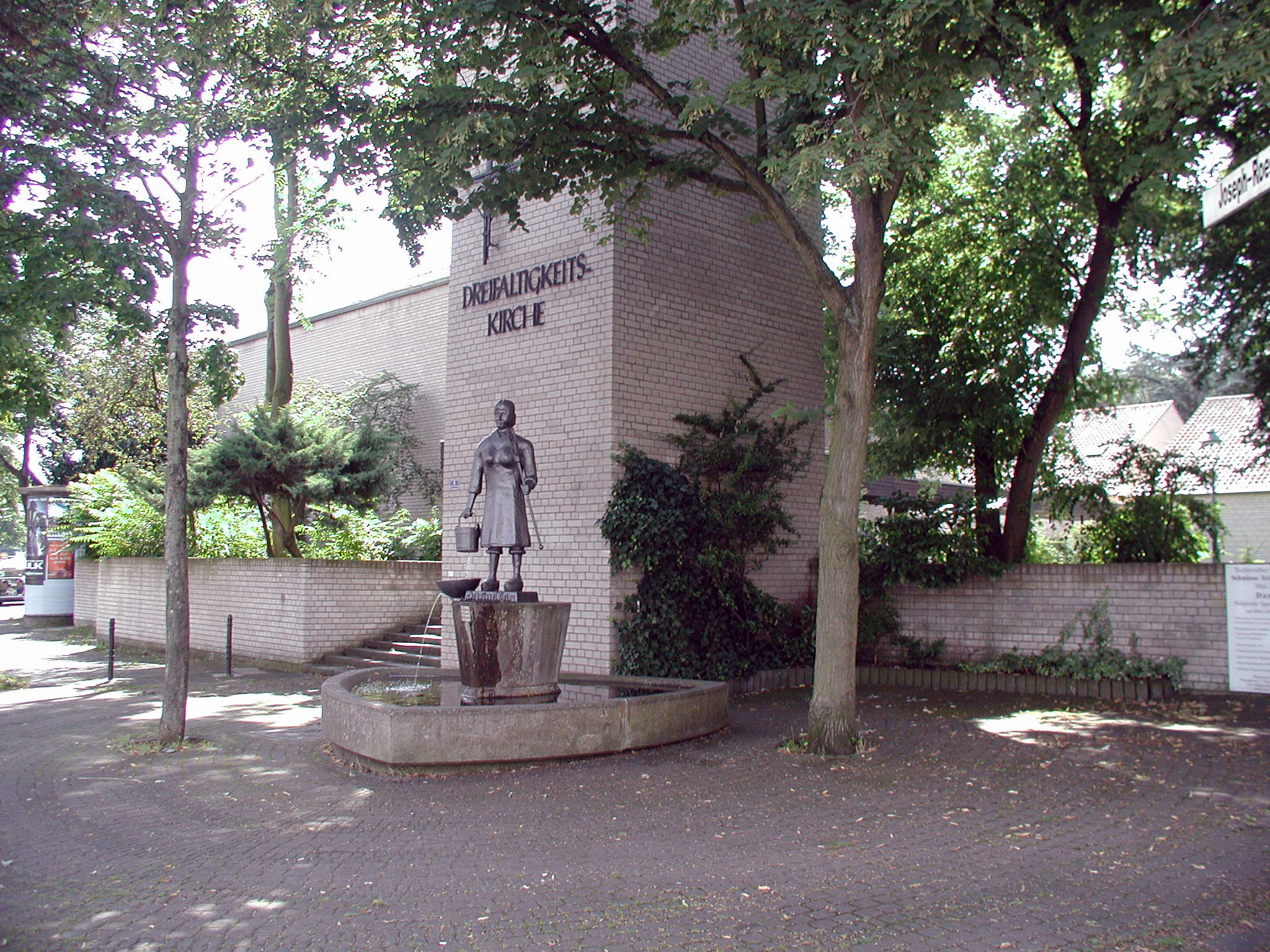
Joseph Roesberg-Platz mit dem Schnüsse Tring-Brunnen vor der Dreifaltigkeitskirche in Ossendorf

Im Kölner Stadtbezirk Ehrenfeld wurde in Anerkennung seiner Lebensleistung ein Platz nach dem Kölner Liedkomponisten benannt und ein Schnüsse-Tring-Brunnen aufgestellt, der an sein bekanntestes Lied erinnert.

## Gedichte und Lieder (Auswahl)
- Schnüsse Tring-Lied
- Ne gode Mann
- Et Schmitze Nettche
- Dä Karusellches-Mann
- Pitterche, dat Mutter-Sönche
- Dä Hanswoosch an singe Jung
- Der Pantoffelmann
- E klein Stöck Wäg
- Et Paradies
- Fresch op, ehr Jecke!
- Köllen üvver fuffzig Johr
- O Zint Jan
- Pannekoche - Stingche
- Us dem kölsche Levve